# Pasirkuda
Pasirkuda is een bestuurslaag in het regentschap Kota Bogor van de provincie West-Java, Indonesië. Pasirkuda telt 14.104 inwoners (volkstelling 2010).